# Schloss Fürstenberg (Wünnenberg)
Das Schloss Fürstenberg in der heutigen Gemeinde Bad Wünnenberg geht auf die mittelalterliche Vorstenburg zurück. Der heutige Bau wurde im 18. Jahrhundert erbaut.
Es ist nicht zu verwechseln mit der Burg Fürstenberg bei Neheim und mit dem Schloss Fürstenberg an der Weser.

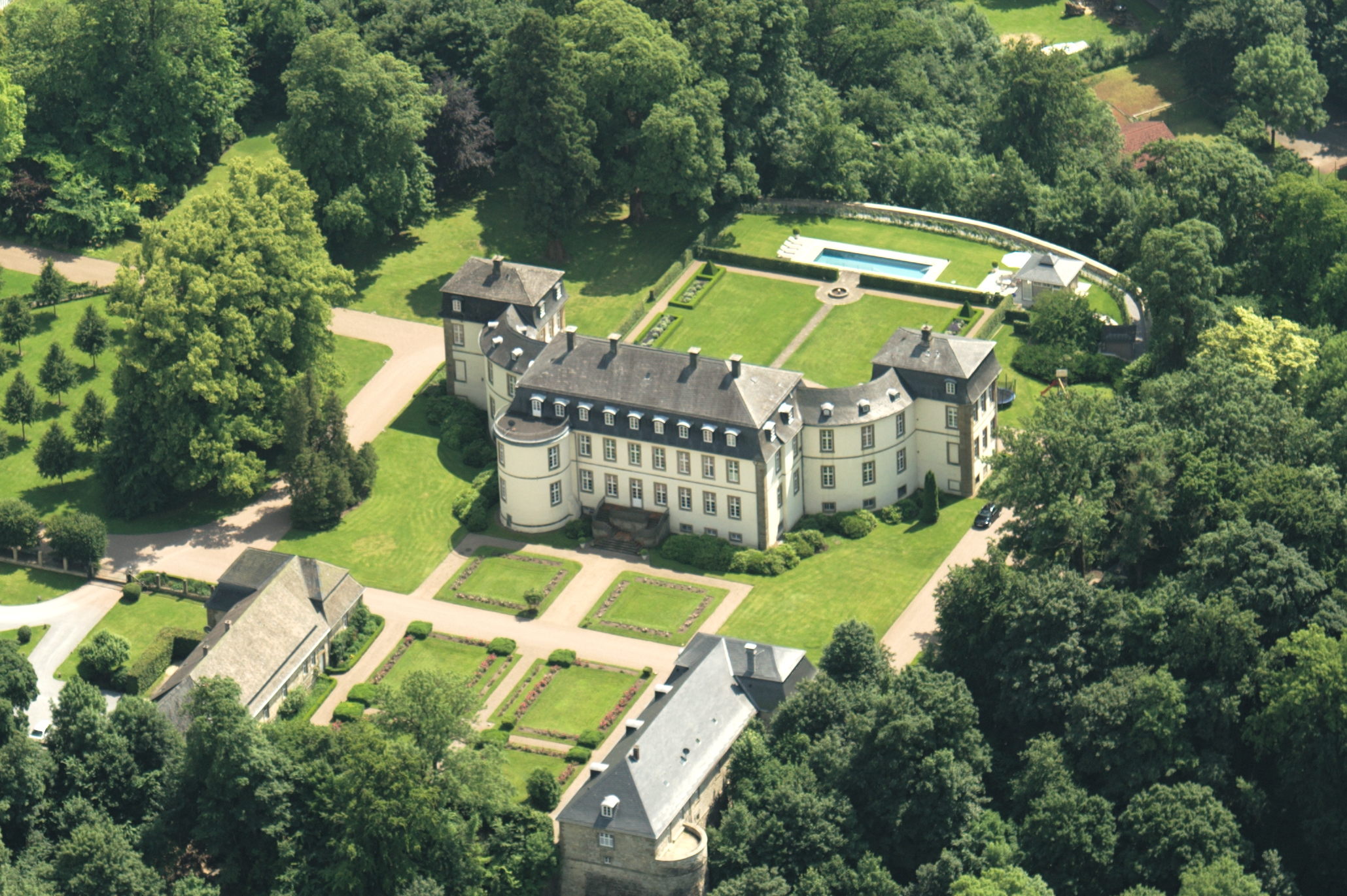
Schloss Fürstenberg

## Geschichte

### Zeit als Burg
Der Ursprung des heutigen Schlosses war die Burg Fürstenberg oder Vorstenburg. Bauherr war um 1321/25 Bischof Bernhard V. von Paderborn. Aufgabe der Burg war es, das Vordringen der Edelherren von Büren zu verhindern. Die Burg wurde über der Karpke am Südwestrand des Sindfeldes errichtet. Sie wurde kurze Zeit nach dem Bau von den Bischöfen verpfändet, wechselte daraufhin mehrfach den Besitzer und wurde zu unbekannter Zeit zerstört. Seit 1446 ist das Gebiet im Besitz der Familie von Westphalen. Teile des Geschlechts führen den Namen Westphalen zu Fürstenberg. Sie erbauten an der Stelle der alten Burg eine neue Anlage. Davon erhalten sind der Nordostturm und Keller mit Gewölben.

### Schlossbau

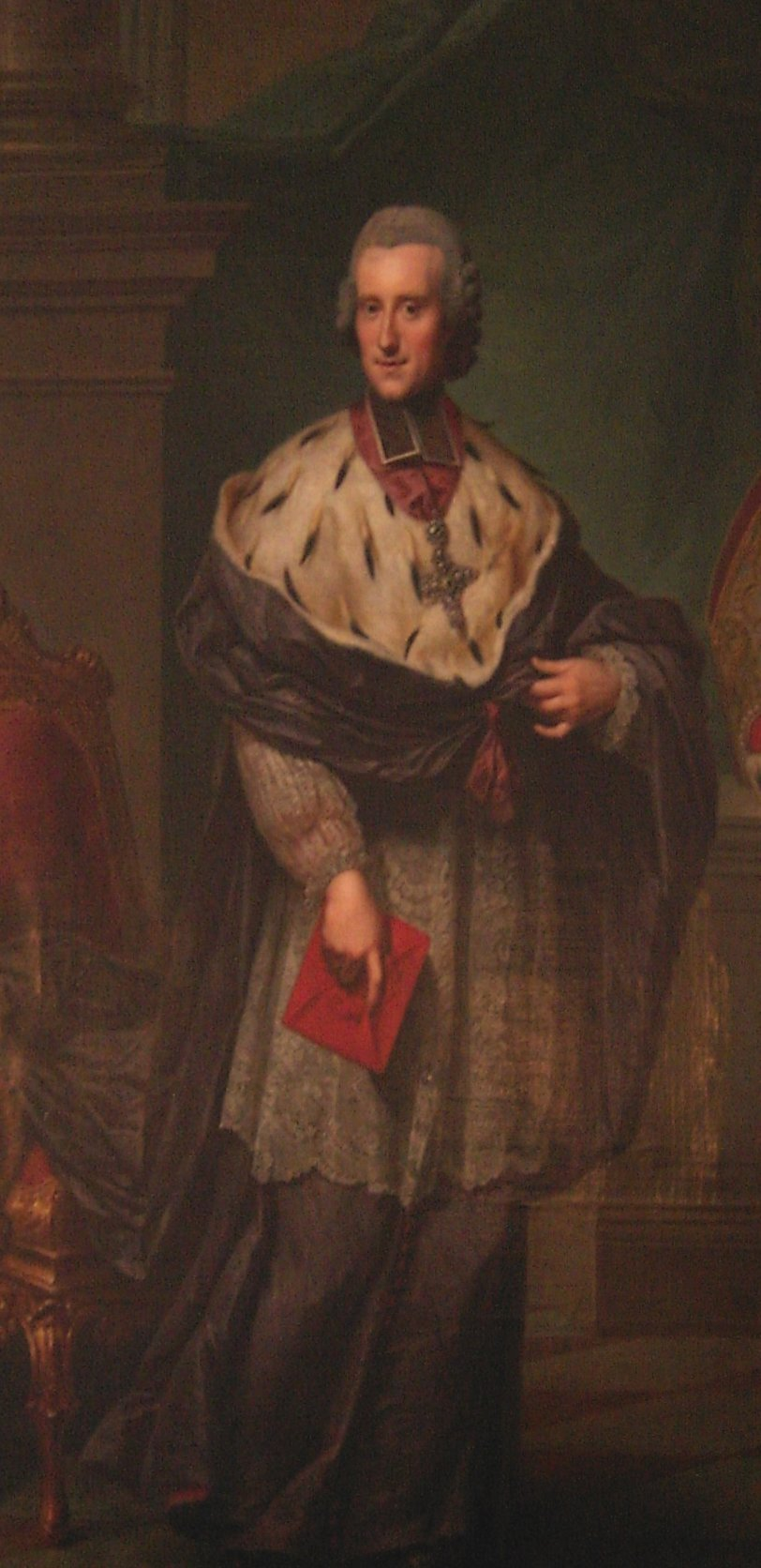
Friedrich Wilhelm von Westphalen (1727–1789), Fürstbischof von Hildesheim und Paderborn

Friedrich Wilhelm von Westphalen, Bischof von Hildesheim und später auch von Paderborn, ließ in den 1780er Jahren ein Schloss auf den Fundamenten der abgebrochenen Burg errichten. Das Bergplateau wurde mit erheblichem Aufwand eingeebnet und durch starke Stützmauern gesichert. Das Schloss sollte dem Bischof als Sommerresidenz dienen. Architekt war der hessische Hofbaumeister Simon Louis du Ry. Der Stil wird entweder als Spätbarock, als Rokoko oder als Frühklassizismus beschrieben. 
Das Schloss ist zweigeschossig. Das Hauptgebäude ist neunachsig und hat ein Mansarddach. Nach Süden hin werden zwei große quadratische Seitenpavillons mit dem Hauptgebäude durch konkav einschwingende Bauten verbunden. Neben dem Hauptgebäude wurden im Norden ein Marstall, eine Remise und im Nordosten große Wirtschaftsgebäude errichtet. Dazu gehört auch das Haus des Patrimonialrichters aus dem frühen 19. Jahrhundert.
Um 1800 wurde zur Zeit von Clemens August von Westphalen auf dem früher kahlen Bergplateau und im Süden und Westen des Berghanges ein Landschaftsgarten mit verschiedenen Baumarten angelegt. An der Hauptzufahrt lag eine Lindenallee. In der unmittelbaren Nähe des Schlosses wurde die Gartenanlage mit Blumenbeeten gestaltet. Der geometrische Garten im Norden wurde vermutlich erst im 20. Jahrhundert angelegt. Vom ursprünglichen Landschaftsgarten ist kaum etwas erhalten.

### Weitere Geschichte
Nach dem Ende des Hochstifts Paderborn und dem Übergang an Preußen wurde in Fürstenberg 1818 das einzige patrimoniale Kreisgericht im Gebiet des ehemaligen Hochstifts Paderborn eingerichtet. Es war zuständig für die Besitzungen der Herren von Westphalen, von Brenken und von Imbsen.
Zu Beginn der Revolution von 1848 wurde das von seinen Bewohnern verlassene Schloss von aufständischen Bauern geplündert, die Inneneinrichtung wurde zerstört und die Archive verbrannt. Das Schloss und das angrenzende Dorf wurden daraufhin von preußischen Truppen besetzt und gegen die Beteiligten der Plünderung wurden Strafverfahren eingeleitet. Im Jahr 1849 wurde das Patrimonialgericht aufgehoben. 
Das Schloss befindet sich noch heute im Privatbesitz der Familie Graf von Westphalen und ist nicht zugänglich.